# Ignacio Sabater Arauco
Ignacio Sabater Arauco (Úbeda, 22 de gener de 1824 - 15 de gener de 1889) fou un banquer i polític andalús. Participà activament en política i fou elegit diputat a Corts Espanyoles per la província de Jaén el 1864 i pel districte de Vic el 1867. Durant el sexenni democràtic fou elegit diputat per Berga a les eleccions generals espanyoles d'abril de 1872 i agost de 1872. Després de la restauració borbònica fou senador per la província de Burgos el 1878-1879 i per la província de Jaén el 1879-1880.